# Alex Tyus
Alexander Trent Tyus ofwel kortweg Alex Tyus (Hebreeuws: אלכס טיוס) (Saint Louis, 8 januari 1988) is een Israëlitische basketbal speler uit Amerikaanse origine. Momenteel komt hij uit voor Galatasaray Odeabank.

## Carrière statistieken
- 2011-2012 bij Maccabi Ashdod BC
- 2012-2013 bij Pallacanestro Cantù
- 2013-2015 bij Maccabi Tel Aviv BC
- 2015-2016 bij Anadolu Efes SK
- 2016-heden bij Galatasaray